# Гладков, Григорий Васильевич
Григо́рий Васи́льевич Гладко́в (род. 18 июля 1953, Хабаровск, СССР) — советский и российский бард, композитор, Заслуженный деятель искусств Российской Федерации (2004), член Союза композиторов и Союза кинематографистов России, член московского профкома драматургов. Автор большого количества песен для детей (рекордсмен Книги рекордов Гиннесса России по количеству выпущенных альбомов с песнями для детей).

## Биография
Григорий Гладков родился в Хабаровске, жил и учился в Брянске. В 1975 году окончил институт транспортного машиностроения по специальности инженер-электромеханик по городскому транспорту.

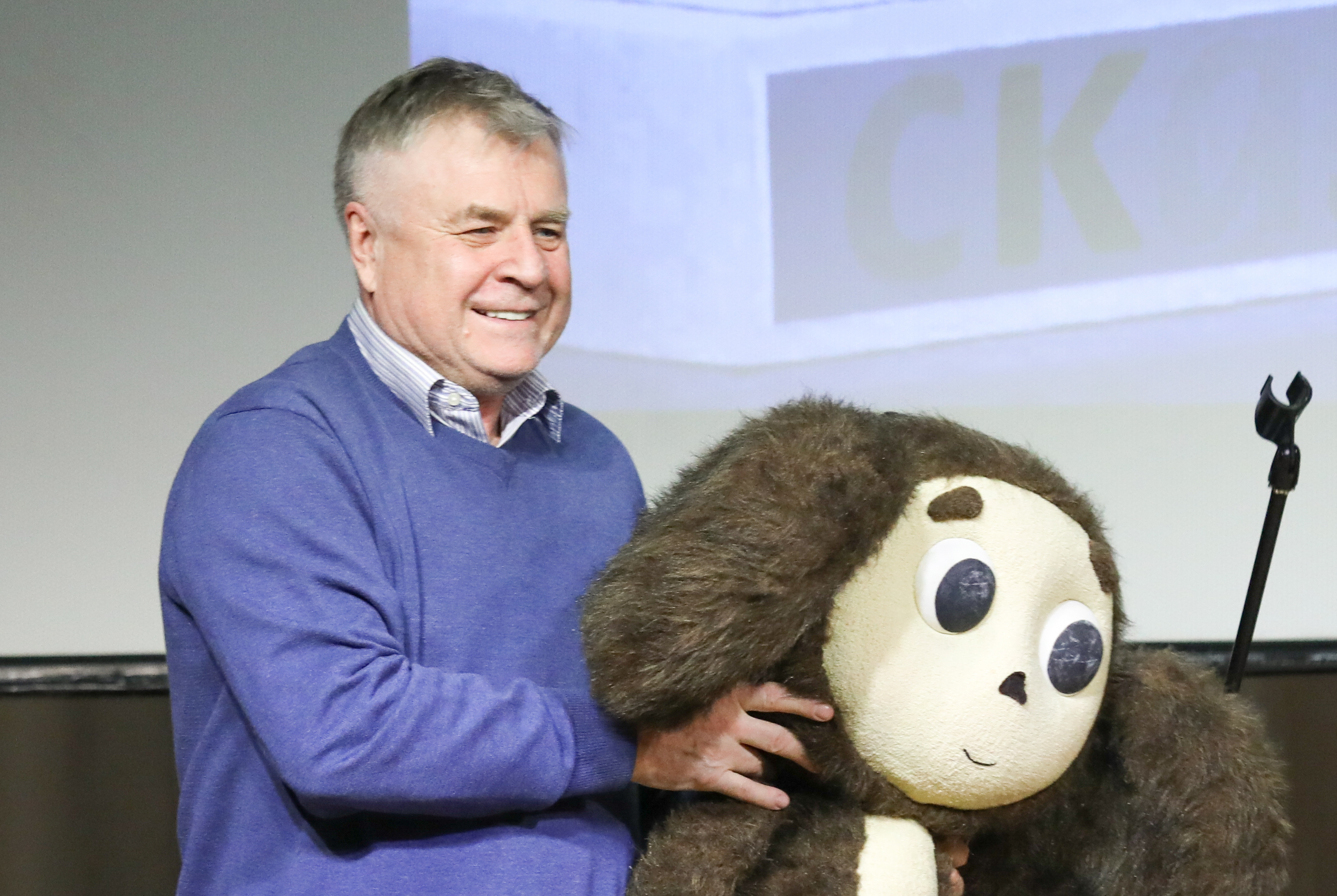
Григорий Гладков в Российской государственной детской библиотеке. Премия «Большая сказка» имени Э. Н. Успенского.

Сочинять и исполнять песни начал с 1968 года. В 1975 году по распределению переехал в Ленинград, где поступил в музыкальное училище по классам гитары и теории музыки, окончил его в 1980 году. В 1979 году поступил в Ленинградский государственный институт культуры, который окончил в 1984 году.
С 1981 года стал жить в Москве. Автор музыки к мультфильмам (в том числе режиссёра Александра Татарского), кинофильмам и спектаклям. У Г. Гладкова вышло более 25 компакт-дисков, в основном — песни для детей. Автор песен на свои стихи и стихи других поэтов (Э. Успенский, С. Михалков и др.)
Наиболее известны песни и музыка Гладкова к мультфильмам «Пластилиновая ворона», «Про Веру и Анфису», «Падал прошлогодний снег» и др.
В течение пяти5 лет был одним из ведущих телепередачи для детей «Спокойной ночи, малыши!» и к каждой своей передаче писал песни, которые под гитару исполнял до 2003 года.
В 1989—1992 годах под руководством Гладкова проводились музыкальные фестивали «Фермер». Гладков участвовал в создании серии радиопередач Э. Успенского «В нашу гавань заходили корабли» о русском городском фольклоре. С 1996 по 2006 год принимал участие в съёмках, записи и исполнении песен для русской версии американской передачи «Улица Сезам» (НТВ, ОРТ, СТС), а также популярной стала песня «Если хозяин с тобой», который он написал для телепередачи «Дог-шоу. Я и моя собака».

## Фильмография

### Актёр
- 1984 — Сказки старого волшебника — менестрель
- 1985 — Город в подарок (короткометражный)
- 1987 — Старый двор, или Соло гитары с детским оркестром, или Пой, Гриша… (короткометражный)
- 1987 — День сладок (короткометражный)

### Композитор
- 1976 — Репетиция (в титрах указан как А. Гладков)
- 1981 — Пластилиновая ворона
- 1983 — Падал прошлогодний снег
- 1984 — По щучьему велению
- 1984 — заставка для телепередачи «Будильник»
- 1984 — Сказки старого волшебника
- 1985 — Коробка с карандашами
- 1986 — Про Веру и Анфису
- 1986 — Каменные музыканты
- 1987 — Молочный Нептун
- 1987 — Вера и Анфиса тушат пожар
- 1988 — Пока я не вернусь
- 1988 — Загадка (Весёлая карусель, № 19)
- 1988 — Вера и Анфиса на уроке в школе
- 1997 — заставка для телепередачи «Чердачок Фруттис»
- 2005 — Как Хома и суслик не разлучались
- 2022 — Песенка эскимоса (анимационный музыкальный альманах «Мультипелки», выпуск № 4)
- Дог-шоу. Я и моя собака (написал песню «Если хозяин с тобой»).
- Будильник (песня «Будильник» — мелодия заставок 1984-89 годов).

## Награды и звания
- Орден Дружбы (31 июля 2023 года) — за вклад в развитие отечественной культуры и искусства, многолетнюю плодотворную творческую деятельность[6]
- Заслуженный деятель искусств Российской Федерации (7 апреля 2004 года) — за заслуги в области искусства[7].
- Лауреат премии Правительства Российской Федерации 2013 года в области культуры за цикл развивающих музыкально-поэтических сборников «Веселая ДЕТСКОтека» распоряжение правительства РФ[8]
- Лауреат премии Фонда развития детского кино и телевидения имени Ролана Быкова
- Лауреат литературной премии Чуковского (вместе с поэтом Александром Кушнером)
- Гранд-премия «КиноВатсон» (2009)[9].
- Лауреат наград в области радио и телевидения «Радиомания» и «ТЭФИ»[10]
- Награждён всероссийской премией «Профессионал года — 2012» в номинации «Выбор читателей», учрежденной федеральным публицистическим изданием «Региональная Россия»
- Орден Дружбы народов «Белые журавли России» (2015)

## Песни Гладкова в исполнении других артистов
- «Девчонки нашего двора» (музыка Григория Гладкова, слова Михаила Яснова), исполняет Михаил Боярский
- «Будем живы» (музыка Григория Гладкова, слова Александра Тимофеевского), исполняет Михаил Боярский
- «Песня об обмене» (музыка Григория Гладкова, слова Александра Тимофеевского), исполняет Михаил Боярский
- «Будущее есть» (музыка Григория Гладкова, слова Валентины Сергеевой), исполняет Дмитрий Харатьян[11]
- «Ралли» (музыка Григория Гладкова, слова Григория Гладкова и Валерия Выбодовского), исполняет Павел Смеян
- «Неудачник» (музыка Григория Гладкова, слова Вадима Шефнера), исполняет Павел Смеян
- «Белый конь» (музыка Григория Гладкова, слова Александра Гришина), исполняет Павел Смеян
- «Вдвоём» (музыка Григория Гладкова, слова Александра Гришина), исполняют Павел Смеян и Наталья Ветлицкая[12][13]
- «Свадьба» (музыка Григория Гладкова, слова Григория Гладкова и Павла Катаева), исполняет Павел Смеян